# День миру
День миру в Україні — свято України. Відзначається щорічно 21 вересня. Припадає також на Міжнародний день миру.

## Історія свята
Свято встановлено в Україні «…підтверджуючи відданість України ідеалам миру та підтримуючи рішення Генеральної Асамблеї ООН…» згідно з Указом Президента України «Про День миру» від 5 лютого 2002 року № 100/2002.